# 宋继鹏
宋继鵬（19世纪—1863年），清末文賢教领袖，山東省鄒县人。白蓮教支流文賢教教主。1860年，和济寧郭鳳岡、鄆城李八起兵，定年号天纵，設置官職，白蓮池（現在的白龍池）为根据地。1861年，擊退鄒县知县軍，同年8月，在白蓮地僧格林沁軍破宋继鵬。捻軍大举进入山東省，文賢教軍復兴，联合捻軍攻破鄒县县城，勢力达到曲阜、泗水县、滕县境内。1863年，僧格林沁軍再侵攻白蓮池，郭鳳岡、李八被捕。余党于岡山大步頂继续抵抗，激战中宋继鵬战死，文賢教被鎮压。